# Constanzia Corleonová
Constanzia Corleonová/Rizziová „Connie“ je fiktivní postava z románu Kmotr od Maria Puza.

## Charakteristika
Constanzia „Connie“ Corleonová je jedinou dcerou a nejmladším dítětem Vita Corleona. Na začátku románu se vdává za Carla Rizziho. S tím má později dvě děti. Je však manželem bita a podváděna. Manžel se uklidní později, kdy se přestěhují do rezidence famiglie Corleonových. Poté, co je manžel zabit za svůj podíl na zavraždění Sonnyho, hystericky vybuchne a napadne Michaela, po uklidnění se mu však omluví. Nepočká ani rok povinného vdovství a najde si nového muže.